# Mona Åhman
Mona Åhman (* 11. September 1956 in Risinge, Provinz Östergötland) ist eine ehemalige schwedische Fußballspielerin.

## Karriere

### Vereine
Åhman spielte zunächst für die Frauenfußballabteilung des IFK Västerås in der Provinz Västmanland Fußball. Im weiteren Verlauf in die Provinz Västra Götaland gelangt, spielte sie dort für den Öxabäck IF in der Division 1, der unter diesem Namen seinerzeit höchsten Spielklasse im schwedischen Frauenfußball. Mit der Mannschaft gewann sie am Ende der Spielzeit 1978 die Meisterschaft.

### Nationalmannschaft
Åhman kam für die Nationalmannschaft in vier Jahren in 17 Länderspielen zum Einsatz und erzielte ihr einziges Tor in Öxabäck bei ihrem Debüt am 10. Juli 1976 im ersten Turnierspiel um die Nordische Meisterschaft beim 4:1-Sieg über die Nationalmannschaft Finnlands mit dem Treffer zur 1:0-Führung in der achten Minute. Auch im zweiten Turnierspiel tags darauf in Borås bei der 0:1-Niederlage gegen die Nationalmannschaft Dänemarks, die sich damit den Turniersieg sicherte, kam sie zum Einsatz, wie auch am 2. Oktober desselben Jahres in Roskilde, wo das in Freundschaft ausgetragene Länderspiel mit dem 1:1-Unentschieden keinen Sieger fand.
Mit den beiden siegreichen Turnierspielen am 8. und 9. Juli 1977 in Mariehamn (4:0 vs. Finnland, 1:0 vs. Dänemark) ging sie mit ihrer Mannschaft das erste Mal als Sieger aus dem Turnier um die Nordische Meisterschaft hervor. Mit der ersten Teilnahme der Nationalmannschaft Norwegens kam sie 1978 in allen drei Spielen zum Einsatz und trug zum erneuten Turniersieg bei. Das in Gossau (Schweiz) am 21. Oktober 1978 ausgetragene Freundschaftsspiel, dass mit 7:1 gegen die Schweizer Nationalmannschaft gewonnen wurde, schloss das Länderspieljahr ab. In ihrem letzten Spieljahr 1979 bestritt sie mit sieben Länderspielen die meisten; zu den drei Spielen und dem neuerlichen Turniersieg 1979 nahm sie mit ihrer Mannschaft an der Inoffiziellen Europameisterschaft in Italien teil und kam in allen vier Spielen zum Einsatz (3:0 vs. Wales am 19., 1:1 vs. Niederlande am 23., 0:1 vs. Dänemark am 25. alle in Rimini) Im vierten und abschließenden Spiel um Platz 3, das am 27. Juli 1979 in Neapel ausgetragen wurde, bezwang sie mit ihrer Mannschaft die Nationalmannschaft Englands mit 4:3 – wenn auch erst im Elfmeterschießen.

## Erfolge
Nationalmannschaft
- Nordischer Meister 1977, 1978, 1979
- Dritter Inoffizielle Europameisterschaft 1979

Öxabäck IF
- Schwedischer Meister 1978

## Sonstiges
Mona und ihre beiden Geschwister Lilian (* 1954) und Leif (* 1961) sind die Kinder von Thord und Ingrid Åhman (geb. Sjölund). Durch die Einflussnahme ihres Vaters, der Sänger, Musiker und Textschreiber gewesen ist, gelangten alle drei (zeitweise) zur Musik. Mit dem Lied „Ge mig 4 minutoch 20 ampere“ (Gib mir 4 Minuten und 20 Ampere) hatten die Geschwister auf der im Jahr 1967 veröffentlichten Single und nach der Darbietung in der Unterhaltungssendung „Hylands hörna“  einen Erfolg für sich verzeichnen können.
Seit 1986 ist sie mit dem ehemaligen Fußballspieler Tomas Erixon (* 1955) verheiratet.